# Médaille Carlo-Alberto
La médaille Carlo-Alberto est décernée tous les deux ans par le Collège Charles-Albert à un économiste italien de moins de quarante ans « pour sa contribution exceptionnelle à la recherche dans le domaine des sciences économiques ».
La médaille porte le nom du collège Charles-Albert (Carlo Alberto), fondation créée en 2004 à l'initiative conjointe de la Compagnia di San Paolo et de l'université de Turin.
Le prix est attribué à une seule personne. La procédure d'attribution est composé de deux phases : proposition d'inscription, puis sélection.
Les économistes de tout bord et de toutes les nationalités sont invités à soumettre leurs candidatures par l'intermédiaire du site Web du Collège. Le comité de sélection choisit ensuite le lauréat parmi les candidats présentés.

## Récipiendaires
| Année | Lauréats            | Institution                         |  |
| 2007  | Nicola Persico      | université de New York              |  |
| 2008  | Enrico Moretti      | université de Californie à Berkeley |  |
| 2009  | Marco Battaglini    | université de Princeton             |  |
| 2010  | Fabio Maccheroni    | Università Bocconi                  |  |
| 2011  | Oriana Bandiera     | London School of Economics          |  |
| 2013  | Veronica Guerrieri  | Chicago Booth School of Business    |  |
| 2015  | Guido Menzio        | New York University                 |  |
| 2017  | Alessandra Voena    | Université Stanford                 |  |
| 2019  | Matteo Maggiori     | Université Harvard                  |  |
| 2021  | Stefano Giglio      | Yale School of Management           |  |
| 2023  | Emanuele Colonnelli | Chicago Booth School of Business    |  |